# En kunglig affär
En kunglig affär (também conhecido como A Royal Secret) é uma série de televisão sueca escrita por Bengt Braskered e dirigida por Lisa James Larsson, que estreou na SVT em dezembro de 2021. A série é baseada no escândalo Haijby, no qual o rei Gustavo V foi acusado de ter tido um relacionamento homossexual com Kurt Haijby.

## Enredo
No centro do drama estão o Rei Gustavo V (Staffan Göthe) e Kurt Haijby (Sverrir Gudnason). Kurt, que tem um passado criminoso, dirige um restaurante com sua esposa, mas depois de ter negada a licença de funcionamento, decide pedir ajuda ao rei. Kurt e Gustaf se encontram, começam um caso, são pegos e se metem em encrencas. Tudo culmina em um julgamento fascinante, onde Kurt tem a chance de contar sua história sobre o que realmente aconteceu.

## Elenco
- Sverrir Gudnason ... Kurt Haijby
- Staffan Göthe ... Rei Gustavo V
- Sanna Krepper ... Anna Haijby
- Reine Brynolfsson  ... Torsten Nothin
- Ann-Sofie Rase ... Alice Nothin
- Sven Ahlström ... Ernst Wigforss
- Emil Almén ... Tage Erlander
- Gustav Levin ... Per Albin Hansson
- Tova Magnusson  ... promotor Gunnel Rytterberg
- Adam Pålsson  ... advogado Henning Sjöström
- Peter Schildt  ... Príncipe Eugênio

## Prêmios e indicações
| Ano  | Prêmio                  | Categoria                         | Resultado |
| ---- | ----------------------- | --------------------------------- | --------- |
| 2022 | Emmy Internacional 2022 | Melhor Ator para Sverrir Gudnason | Pendente  |